# Umbeck
Umbeck ist eine Hofschaft in Radevormwald im Oberbergischen Kreis im nordrhein-westfälischen Regierungsbezirk Köln in Deutschland.

## Lage und Beschreibung
Umbeck liegt im Nordosten Radevormwalds in der Nähe der Stadtgrenze zu Breckerfeld. Die unmittelbaren Nachbarorte sind Harbeck und Plumbeck. Verkehrstechnisch angebunden ist der Ort über eine kleine Stadtstraße, die von Wellringrade nach Breckerfeld führt.
Politisch im Stadtrat von Radevormwald vertreten wird Umbeck durch den Direktkandidaten des Wahlbezirks 170.

## Geschichte
Erstmals wird Umbeck 1514 in Kirchenrechnungen der reformierten Kirchengemeinde Radevormwald aufgeführt. Die Ortsbezeichnung lautet darin „op der Uppenbecke“.

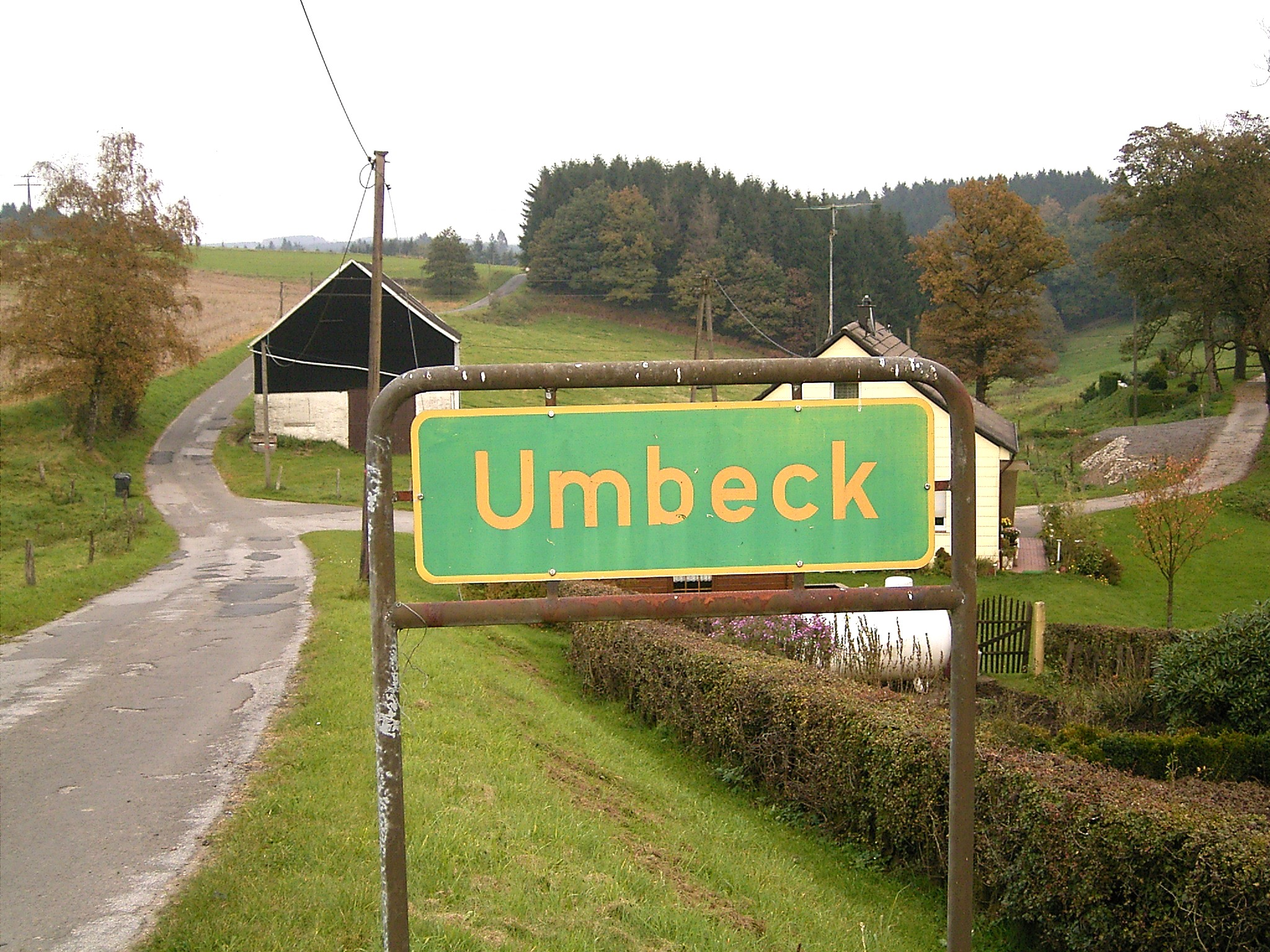
Umbeck 2 und 3
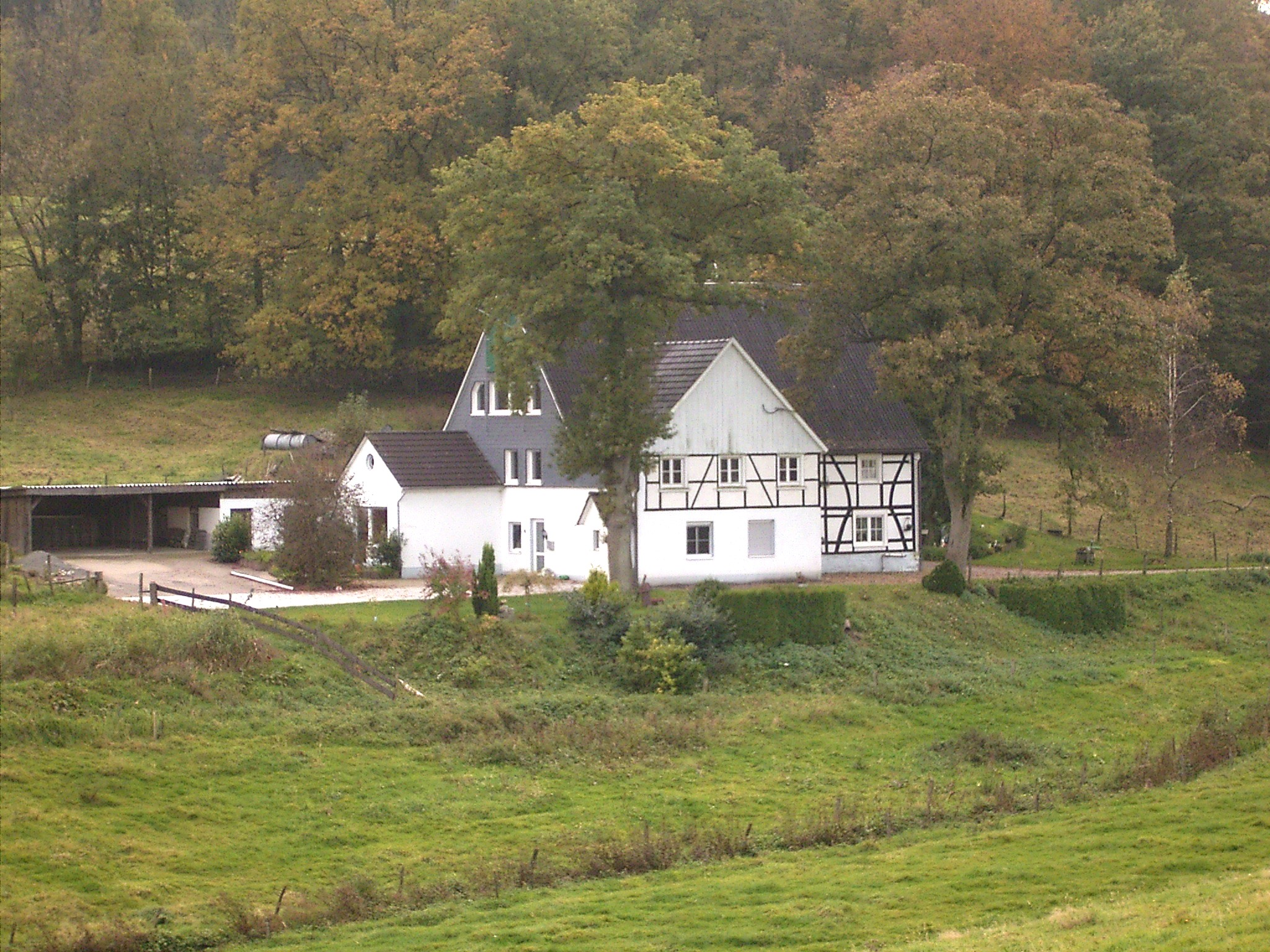
Hof Umbeck 1
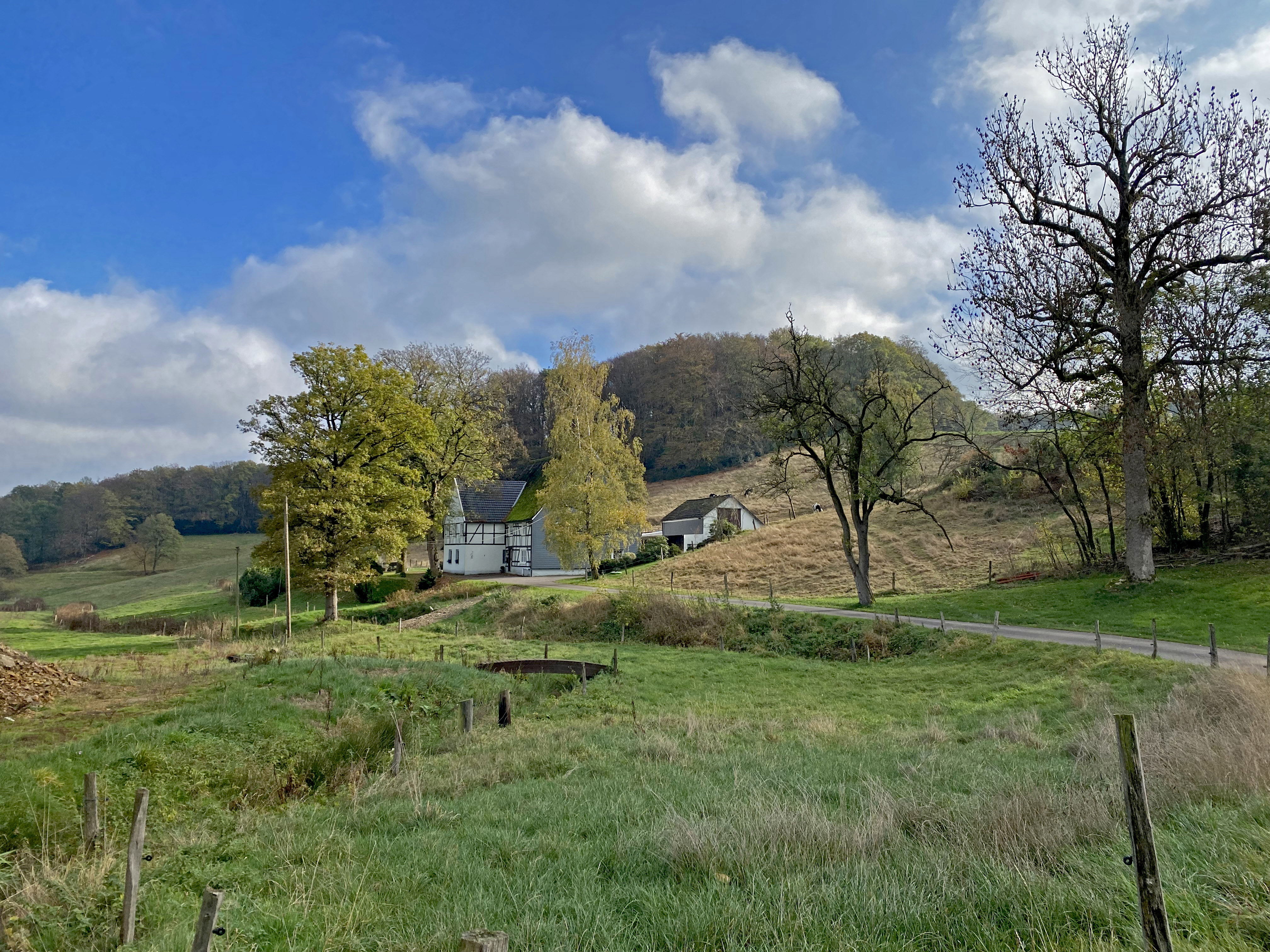
Hof Umbeck 1 – Bach Umbecke